# Mujeres in the Club
«Mujeres In The Club» es el primer sencillo oficialmente lanzado por Wisin & Yandel junto con el rapero estadounidense 50 Cent para promocionar su nuevo álbum, denominado La revolución.
El sencillo está producido por Nesty "La Mente Maestra", Victor "El Nazi" y Marioso, e incluye líricas en español de la autoría de Wisin & Yandel, y líricas en inglés de la autoría de 50 Cent.

## Vídeo musical
El vídeo musical de Mujeres in the Club cuenta con la participación de Jullisa Bermúdez, aparte de la participación común de Wisin & Yandel y 50 Cent.
El vídeo fue dirigido por Jessy Terrero y empieza con una persecución protagonizada por 50 Cent, que luego logra escapar. Al cambio de escena aparecen los tres cantantes iniciando la canción e intercalando escenas de Bermúdez con peleas, 50 Cent en un club, etc. y junto con efectos especiales tales como efectos infrarrojos, etc.
El vídeo fue estrenado el 20 de abril del 2009.

## Lista de canciones
1. «Mujeres in the Club» - 4:02 (Juan Luis Morera, Llandel Veguilla, 50 Cent)